# Wang Renshu
Wang Renshu (chiń. 王任叔; ur. 1901, zm. 1972) – chiński dyplomata i pisarz. Wstąpił do Komunistycznej Partii Chin w 1924 roku. W latach 30. zajmował się propagandą w kręgach inteligenckich Szanghaju. W 1941 wyjechał do Indonezji, gdzie pozostał do 1948 roku. W tym czasie uczestniczył w indonezyjskim ruchu niepodległościowym i pracował jako nauczyciel. W sierpniu 1950 mianowany został ambasadorem w Indonezji. Pełnił tę funkcję do listopada 1951 roku.